# Platensina ampla
Platensina ampla es una especie de insecto del género Platensina de la familia Tephritidae del orden Diptera.

## Historia
Meijere la describió científicamente por primera vez en el año 1914.